# Wackersleben
Wackersleben ist ein Ortsteil der Gemeinde Hötensleben im Landkreis Börde in Sachsen-Anhalt (Deutschland).

## Geographie
Wackersleben liegt nördlich des Großen Bruches, einer 50 km langen Niederung, die von der Oker im Westen bis zur Bode im Osten reicht. Am Westrand der Dorfgemarkung fließt die Schöninger Aue in das Große Bruch und bildet die Landesgrenze zu Niedersachsen. Etwa 8,5 km nordnordwestlich von Wackersleben liegt die Stadt Schöningen, 15 km ostsüdöstlich die Stadt Oschersleben (Bode) und 20 km (jeweils Luftlinie) südlich die Stadt Halberstadt.

## Geschichte

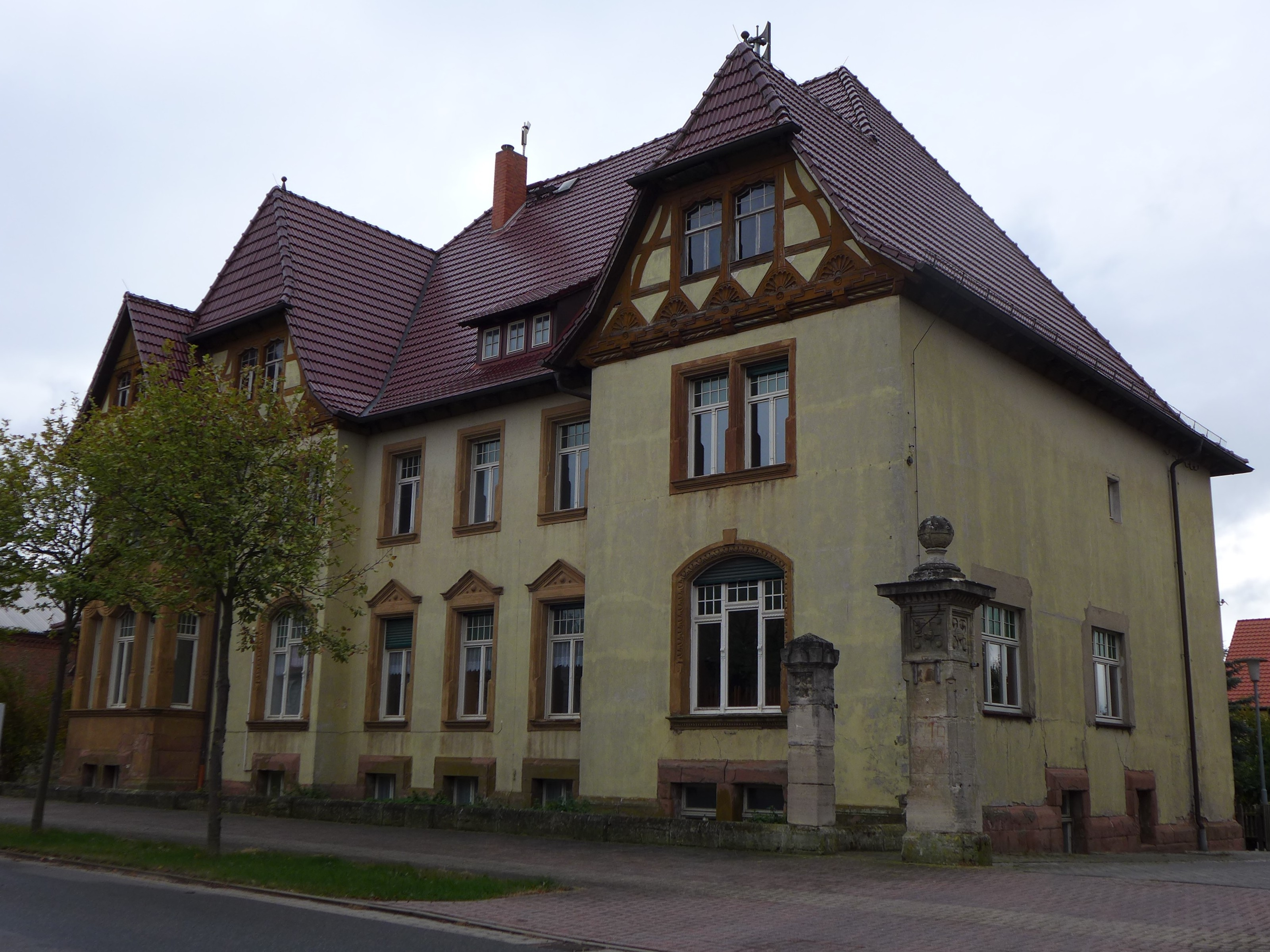
Dorfgemeinschaftshaus, früher Gutshof, dann Grundschule

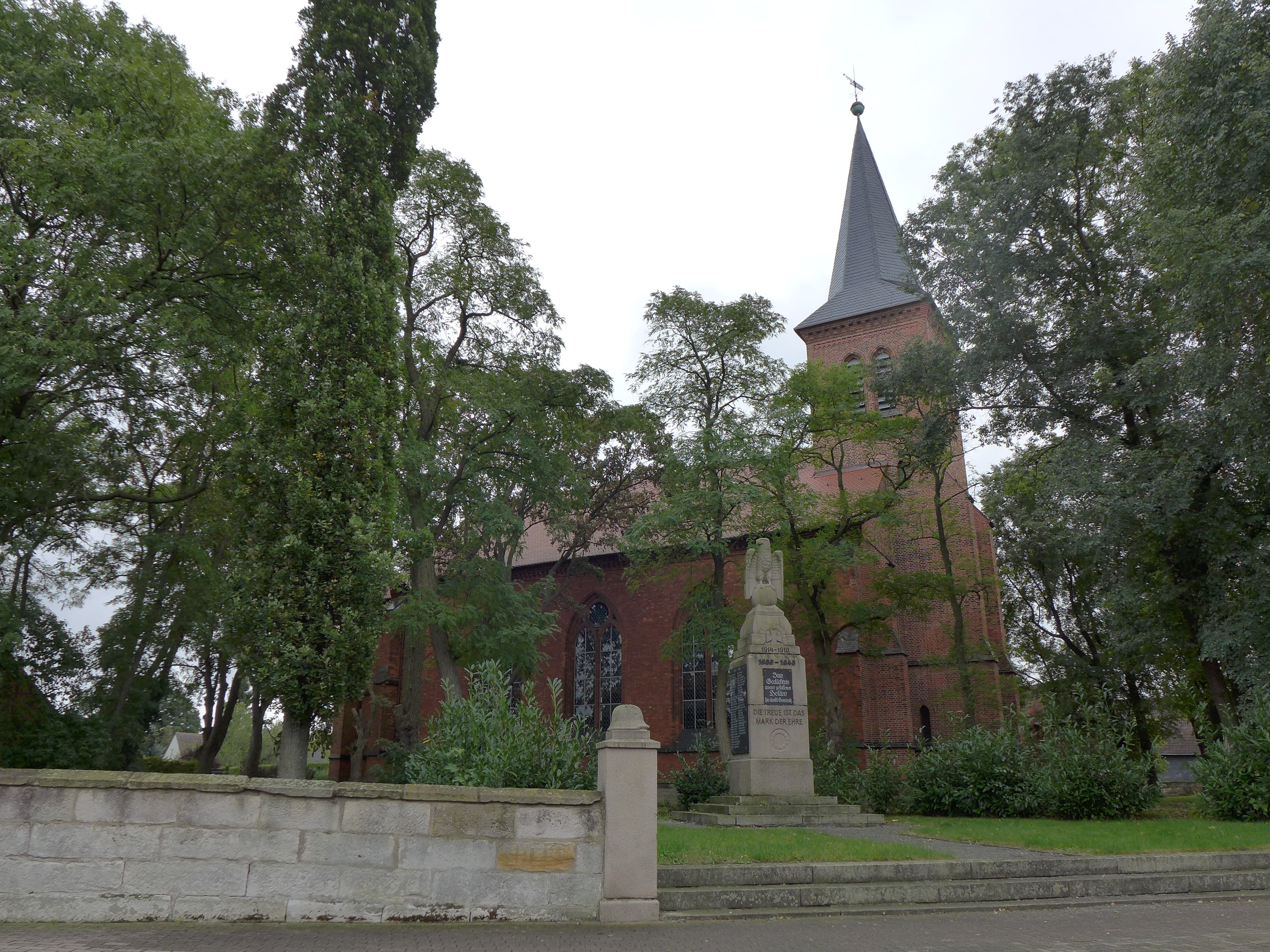
Gefallenendenkmal vor der Dorfkirche

Der Ort Wackersleben taucht bereits 932 erstmals in einer Chronik der Stadt Goslar auf. Das Wappen zeigt neben drei roten Rohrkolben, die auf das nahe gelegene Große Bruch hinweisen, einen Fisch, der an die ehemaligen Teiche erinnert, die Mönche des Klosters Hamersleben bewirtschafteten.
Im Dreißigjährigen Krieg wurde das Dorf ausgelöscht. Nach dem Wiederaufbau wurde es durch Brände erneut zerstört (1683 und 1737). Alt-Wackersleben befand sich in Richtung Hötensleben bzw. Haarstrang (145 m) auf der dort befindlichen Erhebung. Die Neustadt entstand nach dem Brand 1737.
Die Wackerslebener St. Abdo und Sennes-Kirche – ein neugotischer Backsteinbau – wurde 1877 geweiht.
Wackersleben wurde durch den Zweiten Weltkrieg (1939–1945) nicht beschädigt. Fälschlicherweise wurde Wackersleben als Ort einer abgestürzten Boeing B-17 während des Kriegs markiert. Dies ist nicht belegt und beruhte auf mangelnden geografischen Kenntnissen der alliierten Streitkräfte. Des Weiteren besaß Wackersleben auch keinen Flugplatz, wie dies aus Unterlagen der US-Armee hervorging.
Bis zur deutschen Teilung verlief die Eisenbahnlinie Oschersleben–Braunschweig drei Kilometer südlich von Wackersleben (Bahnhof Gunsleben in der heutigen Gemeinde Am Großen Bruch). Bis zur Stilllegung 1997 war Gunsleben Endpunkt der Bahnlinie.
In der DDR-Zeit lag Wackersleben vor dem Fünf-Kilometer-Sperrgebiet an der innerdeutschen Grenze. Der Kontrollpunkt für die Einfahrt ins Sperrgebiet befand sich kurz nach dem Ortseingang in Richtung Ohrsleben.
Wackersleben sollte in den 1990er Jahren eine zusätzliche Mülldeponie bekommen. Dies wurde aber durch gemeinsame Arbeit von Bürgern abgelehnt, weil das Dorf bereits stark durch alte Deponien nachhaltig geprägt ist. Die eine Deponie befindet sich in der Neustadt, in der Nähe der neuen Traktorenwaschstraße bzw. der alten Tierproduktion der LPG, die andere etwas weiter in Richtung Westen.
Bis zum 1. Januar 2010 war Wackersleben eine selbständige Gemeinde. Auf einer Fläche von 15,85 km² lebten 707 Einwohner (31. Dezember 2008). Am 2. Januar 2010 wurde Wackersleben in die Gemeinde Hötensleben eingemeindet. Letzte Bürgermeisterin Wackerslebens war Ina Wenzel.

## Bildung
Wackersleben besaß eine Sekundar- bzw. Oberschule sowie eine Grundschule. Durch die Bildungsreform bzw. Standortschließung wurde zuerst die Sekundarschule und einige Jahre später auch die Grundschule geschlossen. Heute ist das Gebäude der Grundschule leerstehend und in dem Gebäude der Sekundarschule befindet sich ein Alten- und Pflegeheim.

## Wirtschaft
In Wackersleben befindet sich eine Produktionsanlage für Hühnereier sowie eine Putenmast. Das Dorf ist geprägt durch die Landwirtschaft. Hier befindet sich auch die Tischlerei Bernd Bassüner und die Firma Elektro Otte. Des Weiteren ist hier eine Allgemeinmedizinerin und eine Zahnärztin ansässig.

## Wappen und Flagge
Das Wappen wurde am 16. Mai 1994 durch das Regierungspräsidium Magdeburg genehmigt.
Blasonierung: „In Silber und Rot gespalten, vorn drei rote Rohrkolben, hinten ein stehender silberner Fisch.“
Das Wappen wurde von der Heraldischen Gesellschaft „Schwarzer Löwe“ Leipzig gestaltet.
Die Flagge Wackerslebens zeigt die Farben rot-silber (weiß).

## Gedenkstätten
Wackersleben besitzt zwei Friedhöfe. Der alte Friedhof befindet sich nördlich der Kirche und der neue etwas westlich die Straße entlang.
Ein Ehrenmal für in den beiden Weltkriegen gefallene Wackerslebener befindet sich nahe der Kirche.

## Verkehrsanbindung
Wackersleben liegt etwa vier Kilometer westlich Bundesstraße 245. Außerdem bestehen Straßenverbindungen in die umliegenden Städte Oschersleben (Bode), Halberstadt und Schöningen. Der nächste Bahnhof ist Oschersleben (Bode) an der Strecke Magdeburg – Halberstadt.
Der Ort wird von der Straße der Romanik berührt.

## Vereine
In Wackersleben hat ein reges Vereinswesen: Neben dem 1924 gegründeten Sportverein (Fußball, Tischtennis, Nordic Walking) gibt es noch den Schützenverein 1848 e. V., die Freiwillige Feuerwehr und zwei Angelvereine (VDSF Ortsgruppe Wackersleben und AV Wackersleben). Im Dorf gibt es auch einen Fan-Club des dänischen Fußballvereins FC Midtjylland.

## Belege
1. ↑  statistik.sachsen-anhalt.de, PDF-Datei (Memento des Originals vom 18. Januar 2012 im Internet Archive)  Info: Der Archivlink wurde automatisch eingesetzt und noch nicht geprüft. Bitte prüfe Original- und Archivlink gemäß Anleitung und entferne dann diesen Hinweis.
2. ↑  StBA: Gebietsänderungen vom 1. Januar bis 31. Dezember 2010